# Mimosepsis mallochi
Mimosepsis mallochi är en tvåvingeart som beskrevs av Curtis W. Sabrosky 1951. Mimosepsis mallochi ingår i släktet Mimosepsis och familjen fritflugor.
Artens utbredningsområde är Nigeria. Inga underarter finns listade i Catalogue of Life.